# 奧馬哈鎮區 (內布拉斯加州瑟斯頓縣)
奧馬哈鎮區（英語：Omaha Township）是位於美國內布拉斯加州瑟斯頓縣的一個行政鎮區。

## 地方資料
奧馬哈鎮區的面積為116.19平方千米，當中陸地面積為116.14平方千米，而水域面積為0.05平方千米。根據2020年美國人口普查的數據，當地共有人口1041人，而人口密度為每平方千米8.96人。